# 哈斯滕贝克战役
哈斯滕贝克战役（法語：Bataille de Hastenbeck）發生於1757年7月26日，是七年戰爭歐洲戰場的一場決定性的戰役，法軍在入侵漢諾威期間與多國聯軍在哈斯滕贝克地區交戰，並取得勝利。

## 背景
1757年的形势对當時的普鲁士非常严酷：奥军正在向普鲁士控制区进攻，而在苏毕兹亲王统率下的法军正由西方赶来。由埃斯特雷公爵指揮的法軍約由5萬名步兵和1萬名騎兵組成，而由英國王子坎伯蘭公爵指揮的聯軍由48,000人組成。
7月7日夜間，一支法國先遣部隊在贝沃龙根附近渡過了威悉河。法國先遣部隊隨後向北進軍，並在赫克斯特建立了橋頭堡。主力部隊於7月16日越過威悉河，讓坎伯蘭公爵別無選擇，只能將他的部隊部署到哈默爾恩以南與德斯特雷交戰。

## 战场
7月25日早上，军队终于在哈斯滕贝克村会面。法国右翼的指挥官François de Chevert将军被命令在Voremberg村与汉诺威军队交战，但未能将他们赶出去。由于法国留下的德布羅意将军仍然穿越哈默尔恩附近的威悉，因此德斯克力决定推迟战斗直到他的所有部队都升起。
第二天看到汉诺威军队从哈梅林到维龙贝格。他们的右翼被锚定在哈默尔河和哈斯滕巴赫溪上。汉诺威战线的中心部署在哈斯滕贝克镇以北，炮弹电池位于城镇后面的高地上。汉诺威左翼由两个根深蒂固的电池组成，手榴弹兵营保护枪支。左翼被锚定在奥本斯堡。坎伯兰犯一个错误，就是假设这座山不能组建军队，并在其山顶上部署三家Jäger公司，让汉诺威左翼无人居住。
Chevert将军被命令在皮卡第，海军陆战队，纳瓦拉和聯盟的四个旅部队的侧翼位于汉诺威的位置。上午9点，这支部队在三个营的列中向奥本斯堡挺进，并迅速击败Jäger（德国轻型步兵）。坎伯兰公爵看到他的位置从后方受到威胁，他命令他的预备队和手榴弹兵营保护枪支重新夺回奥本斯堡。在奥本斯堡的反击中使用这些掷弹兵营意味着当法国的主要攻击对抗汉诺威中心时，他们不再可以进入中心。
法国的主要攻击包括将军阿尔门蒂尔斯攻击伏伦贝格，其中包括5个步兵团和4个步兵团。与此同时，法国中心在其北面殴打电池。汉诺威的大电池能够击退几次法国攻击，但最终枪支被侵占。当汉诺威后备步兵抵达奥本斯堡时，他们能够瞬间扭转局势，但随着坎伯兰公爵队开始撤军，他们无法长时间维持现在被隔离的阵地。

## 影响
由坎伯兰公爵率领的汉诺威军队主力于哈斯滕贝克之战（Battle of Hastenbeck）被击败。汉诺威被迫签署《克洛斯特－采文协定》，随后遭到法军入侵。这使得普鲁士原本已经十分艰难的处境变得更加复杂。这一协定将汉诺威与布朗施維克排除出战争，使得普鲁士的西方门户洞开。腓特烈向英国提出给予其更多的支持的紧急要求。因为环顾德意志，腓特烈已经失去任何外部的军事支援。

## 环境因素
据英国皇家天文学院以及欧洲各种民间资料所记载，该战役的胜负可能与天文现象有密切关联。该战役爆发于一场罕见的大型流星雨之际，是265年为周期的土卫流星雨。尽管在白天，人们仍然能目视小部分天空划过流星，将军梅克尔将此记录在他的自传中。自传中提到，汉诺威的部队在行军过程中指南针受到干扰，在恰逢的敌军埋伏突击下，此事被军队视为异乡神明的警告而导致军队溃败。但由于梅克尔的宗教狂热被人熟知，该记录的真实性长期遭到质疑，也有天文记录提到流星雨的到来是在夜晚。

## 外部連結
- （简体中文）七年战役，军事网
- 世界战争列表
- 顧劍 《普魯士腓特烈大帝的生平戰役》
- Dennis Showalter "The Wars of Frederick the Great" 1996年英文版
- Christopher Duffy "Frederick the Great: A Military Life" 1985年英文版
- Theodore Dodge "Great Captains" 1889年英文版
- 富勒 《西洋世界軍事史》 1981年中文版